# Behind the Stained Glass
Behind the Stained Glass – szósty studyjny album amerykańskiego rapera Killah Priesta, członka Sunz of Man, wydany 20 maja 2008 roku nakładem wytwórni Good Hands Records.

## Lista utworów
Opracowano na podstawie źródła.
1. "I Believe"
2. "4 Tomorrow"
3. "A Crying Heart"
4. "Hood Nursery"
5. "Redemption" (gośc. Jeni Fujita)
6. "Profits of Man" (gośc. 60 Second Assassin)
7. "The World"
8. "Vintage (Things We Shared)"
9. "Looking Glass" (gośc. Allah Sun)
10. "I Am"
11. "The Beloved (The Messenger)"
12. "Jeshurun" (gośc. Victorious)
13. "God's Time"
14. "Born 2 Die" (gośc. Victorious)
15. "O Emmanuel (Zoom)" (gośc. Jeni Fujita)
16. "The End Is Coming" [Bonus track]